# 런닝맨 (애니메이션)
《런닝맨》은 SBS TV의 예능 프로그램인 런닝맨에 출연한 7명의 멤버들의 외모와  특징을 모티브로 따서 만든 대한민국의 판타지 액션 애니메이션이다. 시즌 1은 2017년 7월 29일부터 2018년 3월 3일까지 토요일 오전 11시 30분에 방영했고, 2019년 1월 5일부터 2020년 5월 2일까지 시즌 2를 방영했다.

## 등장인물
리우
성우 : 김서영, 모티브 : 유재석, 능력 : 높은 점프
뛰어난 과학기술과 지혜를 자랑하는 영농집단 버그족의 대표, 리우. 허를 찌르는 전략으로 팀을 아우르는 리더십을 발휘하며 탐정처럼 풀어나가지만 지나친 참견과 섣불리 나서는 버릇이 있다. 등 부분에 가방씨가 있다.
쿠가
성우 : 권창욱, 모티브 : 김종국, 능력 : 슈퍼포
최강의 전사이자 바르스족의 대표. 항상 자신감이 넘치고 무지막지한 전투력과 야수의 육감을 가졌지만 손바닥의 힘을 숨기기 위해 항상 장갑을 끼고 다닌다.
롱키
성우 : 엄상현, 모티브 : 이광수, 능력 : 늘어나는 몸
강대국들 사이에서 꿋꿋하게 살아남아 있는 지라프족의 대표. 꾀가 많아 상대방에게 속임수를 써서 모두에게 신뢰를 받지 못한다. 화려한 말솜씨 그리고 늘어나는 팔다리와 목을 가졌지만 몸치에 서열에 대한 열등감이 있다. 지라프족 왕위서열 49번째 프린스. 포포와 환상의 팀워크를 가지고 있다.
미요
성우 : 김연우, 모티브 : 송지효, 능력 : 기억읽기
신, 그리고 정령들과 소통하는 냐냐족의 대표. 몸이 유연하고 전투능력이 뛰어나다. 상대의 마음을 읽을 수 있다. 가이와 러브 분위기가 있다.
가이
성우 : 남도형, 모티브 : 개리, 능력 : 분신술, 순간이동
전쟁 노예로 살다가 산속으로 숨어버린 몽족의 대표. 개인적인 사연으로 종족의 명예를 되찾기 위해 출전했다. 민첩성과 스피드를 바탕으로 한 다양한 전투 기술을 가졌지만 죄책감에 자주 시달린다. 2기에서는 닌자K라는 모습으로 신분을 감춘 채 등장한다.(런닝맨을 하차해서) 미요와 러브 분위기가 있다.
포포
성우 : 강시현, 능력 : 카드마법
마법을 바탕으로 도시에서 세력을 키워 온 펭족의 대표. 선수들 중 키가 가장 작고 성질이 급하지만 다양한 카드 마법을 쓴다. 손해 볼 짓은 절대로 하지 않는다. 롱키와 친하다.
팔라
성우 : 전태열, 모티브 : 지석진, 능력 : 치유의 물약
여유롭고 느긋한 성격에 뛰어난 연금술을 가진 임파족의 대표. 선수들 중 체력이 가장 약하다. 하지만 물병의 들어있는 약을 먹는다면 일시적으로 체력이 상승된다. 약초에 대한 지식과 뛰어난 후각을 가졌다. 늘 들고 다니는 마법 지팡이를 늘 "쒸끼쒸끼"하며 섞고 있다. 마법 지팡이의 물이 초록색에서 황금색이 되어서 그 물을 마시면 몸이 황금색이 되면서 엄청난 스피드와 체력을 갖게된다. Dr.말라와 라이벌이다.
챠밍골드
성우 : 박노식, 모티브 : 런닝맨 메인 PD
지난 1000년간 런닝맨 챔피언십을 주최해온 피코크족의 현재 대표. 강력한 에너지의 결정체인 마테리온을 우승상품으로 거록 있는 대회인 만큼, 이 대회를 주최하는 피코크족은 사실상 최고의 권력을 쥐고 있는 존재이다. 하지만 1기 마지막쪽에서는 좋지 않은 이미지를 가지고 있다. 런닝맨을 없애려 하고 2탄에는 작은 풀룰루로 등장한다.

## 제작진

### 시즌2
- 기획/투자: SBS LINE FRIENDS
- 제작: LOCUS
- 30th Anniversary SBS

## 에피소드 목록

### 시즌1
시즌1은 2017년 7월 29일부터 2018년 3월 3일까지 방영되었다.
시즌2는 2019년 1월 5일부터 방영하고 있다.
| 화수       | 방송날짜         | 제목                                 |
| ---------- | ---------------- | ------------------------------------ |
| 1화        | 2017년 7월 29일  | 오프닝게임, 걷지말고 뛰어라          |
| 2화        | 2017년 7월 29일  | 오프닝게임의 승자                    |
| 3화        | 2017년 8월 5일   | 개막! 제 100회 런닝맨 챔피언십       |
| 4화        | 2017년 8월 5일   | 미니게임, 몬스터의 식사 시간         |
| 5화        | 2017년 8월 12일  | 개인전 1차전! 방울 헌터1             |
| 6화        | 2017년 8월 12일  | 개인전 1차전! 방울 헌터2             |
| 7화        | 2017년 8월 19일  | 정전 소동                            |
| 8화        | 2017년 8월 19일  | 미니게임, 뿅망치 빙고                |
| 9화        | 2017년 8월 26일  | 개인전 2차전! 초능력 배틀1           |
| 10화       | 2017년 8월 26일  | 개인전 2차전! 초능력 배틀2           |
| 11화       | 2017년 9월 2일   | 글러브 도난 사건                     |
| 12화       | 2017년 9월 2일   | 미니게임, 딱지의 제왕                |
| 13화       | 2017년 9월 9일   | 개인전 3차전! 절대 감옥 탈출 레이스1 |
| 14화       | 2017년 9월 9일   | 개인전 3차전! 절대 감옥 탈출 레이스2 |
| 15화       | 2017년 9월 16일  | 미스터리 특급 열차1                  |
| 16화       | 2017년 9월 16일  | 미스터리 특급 열차2                  |
| 17화       | 2017년 9월 23일  | 히든게임, 열차 탈출 레이스           |
| 18화       | 2017년 9월 23일  | 붉은 눈의 괴수1                      |
| 19화       | 2017년 9월 30일  | 붉은 눈의 괴수2                      |
| 20화       | 2017년 9월 30일  | 블루팀VS레드팀                       |
| 21화       | 2017년 10월 7일  | 팀전 2차전! 체인지 배틀1             |
| 22화       | 2017년 10월 7일  | 팀전 2차전! 체인지 배틀2             |
| 23화       | 2017년 10월 14일 | 잠입                                 |
| 24화       | 2017년 10월 14일 | 미니게임, 황금열쇠를 찾아라          |
| 25화       | 2017년 10월 21일 | 팀전 3차전! 피라미드 추격 레이스1    |
| 26화       | 2017년 10월 28일 | 팀전 3차전! 피라미드 추격 레이스2    |
| 27화       | 2017년 10월 28일 | 위험한 계획                          |
| 28화       | 2017년 12월 23일 | 단체전 1차전! 고지탈환 배틀1         |
| 29화       | 2017년 12월 30일 | 단체전 1차전! 고지탈환 배틀2         |
| 30화       | 2017년 12월 30일 | 단체전 1차전! 고지탈환 배틀3         |
| 31화       | 2018년 1월 6일   | 리우의 필승전략                      |
| 32화       | 2018년 1월 6일   | 단체전 2차전! 땅따먹기 배틀1         |
| 33화       | 2018년 1월 13일  | 단체전 2차전! 땅따먹기 배틀2         |
| 34화       | 2018년 1월 13일  | 단체전 2차전! 땅따먹기 배틀3         |
| 35화       | 2018년 1월 20일  | 단체전 2차전! 땅따먹기 배틀4         |
| 36화       | 2018년 1월 20일  | 붉은 폭발                            |
| 37화       | 2017년 1월 27일  | 단체전 3차전! 왕좌의 배틀1           |
| 38화       | 2017년 1월 27일  | 단체전 3차전! 왕좌의 배틀2           |
| 39화       | 2018년 2월 3일   | 단체전 3차전! 왕좌의 배틀3           |
| 40화       | 2018년 2월 3일   | 단체전 3차전! 왕좌의 배틀4           |
| 41화       | 2018년 2월 10일  | 드러나는 진실                        |
| 42화       | 2018년 2월 10일  | 피날레                               |
| 43화       | 2018년 2월 17일  | 챠밍골드                             |
| 44화       | 2018년 2월 17일  | 마테리온                             |
| 45화       | 2018년 2월 24일  | 일곱번째 석판                        |
| 46화       | 2018년 2월 24일  | 영웅의 자격                          |
| 47화       | 2018년 3월 3일   | 봉인                                 |
| 최종화(48) | 2018년 3월 3일   | 마지막 카드                          |

### 시즌2
| 화수       | 방송 날짜        | 제목                 |
| ---------- | ---------------- | -------------------- |
| 0화        | 2019년 1월 1일   | 끝나지 않은 이야기   |
| 1화        | 2019년 1월 5일   | 낯선 세계            |
| 2화        | 2019년 1월 12일  | 풀룰루족             |
| 3화        | 2019년 1월 19일  | 런닝맨 서바이벌      |
| 4화        | 2019년 1월 26일  | 쁘띠 아콩을 잡아라 1 |
| 5화        | 2019년 2월 2일   | 쁘띠 아콩을 잡아라 2 |
| 6화        | 2019년 2월 9일   | 질풍의 비바체        |
| 7화        | 2019년 2월 16일  | 훈련소               |
| 8화        | 2019년 2월 23일  | 탈출                 |
| 9화        | 2019년 3월 2일   | 타일 뒤집기 1        |
| 10화       | 2019년 3월 9일   | 타일 뒤집기 2        |
| 11화       | 2019년 3월 16일  | 폭풍의 앙상블        |
| 12화       | 2019년 3월 23일  | 메트로놈             |
| 13화       | 2019년 3월 30일  | 딱지치기 1           |
| 14화       | 2019년 4월 6일   | 딱지치기 2           |
| 15화       | 2019년 4월 13일  | 광란의 아리아        |
| 16화       | 2019년 4월 20일  | 솔라                 |
| 17화       | 2019년 4월 27일  | 제사장 아콩          |
| 18화       | 2019년 5월 4일   | 진실                 |
| 19화       | 2019년 5월 11일  | 마지막 관문          |
| 20화       | 2019년 5월 18일  | 봉인의 수호자        |
| 21화       | 2019년 5월 25일  | 봉인해제             |
| 22화       | 2019년 6월 1일   | 구출작전             |
| 23화       | 2019년 6월 8일   | 완전체               |
| 24화       | 2019년 6월 15일  | 잊혀진 시대의 축제   |
| 25화       | 2019년 11월 23일 | 트리시티             |
| 26화       | 2019년 11월 30일 | 레오족               |
| 27화       | 2019년 12월 7일  | 데스볼1              |
| 28화       | 2019년 12월 14일 | 데스볼2              |
| 29화       | 2019년 12월 21일 | 포스링               |
| 30화       | 2019년 12월 28일 | 고지탈환 배틀 1      |
| 31화       | 2020년 1월 4일   | 고지탈환 배틀 2      |
| 32화       | 2020년 1월 11일  | 마누스               |
| 33화       | 2020년 1월 18일  | 터치다운 배틀 1      |
| 34화       | 2020년 1월 25일  | 터치다운 배틀 2      |
| 35화       | 2020년 2월 1일   | 레오족의 왕          |
| 36화       | 2020년 2월 8일   | 추격 레이스 1        |
| 37화       | 2020년 2월 15일  | 추격 레이스 2        |
| 38화       | 2020년 2월 22일  | 일보후퇴             |
| 39화       | 2020년 2월 29일  | 절대와치             |
| 40화       | 2020년 3월 7일   | 업그레이드           |
| 41화       | 2020년 3월 14일  | 발터                 |
| 42화       | 2020년 3월 21일  | 어둠의 방            |
| 43화       | 2020년 3월 28일  | 칼리                 |
| 44화       | 2020년 4월 4일   | 절대와치 쟁탈전      |
| 45화       | 2020년 4월 11일  | 절대적인 힘          |
| 46화       | 2020년 4월 18일  | 궁극의 힘            |
| 47화       | 2020년 4월 25일  | 선택                 |
| 최종화(48) | 2020년 5월 2일   | 또 다른 시작         |

## 관련 서적
- 필름북은 대원씨아이(대원키즈)에서 발행하며, 2018년 11월 기준으로 총 8권(35화)이 나왔다.
- 이 외에도 완전도감, 스티커 색칠북, 보드게임북 등이 나오고 있다.